# Rede Nacional de Biodiversidade (Reino Unido)
A Rede Nacional de Biodiversidade (em inglês: National Biodiversity Network – NBN) é uma iniciativa colaborativa no Reino Unido, comprometida em disponibilizar informações sobre biodiversidade por meio de diversos canais, inclusive pela internet, através do sítio NBN Atlas, que hospeda os dados de pesquisa da rede.
Estima-se que cerca de 60.000 pessoas registrem rotineiramente informações sobre biodiversidade no Reino Unido e na Irlanda. A maior parte desse trabalho é realizada de forma voluntária, organizada por aproximadamente 2.000 sociedades nacionais e esquemas de registro. O governo britânico, por meio de suas agências, também coleta dados sobre biodiversidade, sendo um dos principais atores na coleta e interpretação dessas informações, bem como no apoio aos centros de registro biológico.
A organização, que é responsável por facilitar o desenvolvimento da rede, promove padrões acordados para a coleta e intercâmbio de dados sobre biodiversidade e incentiva a ampliação do acesso a essas informações. Atualmente, a parceria conta com mais de 170 organizações, entre instituições públicas, voluntárias e membros individuais.
O NBN Atlas continha, até abril de 2017, mais de 217 milhões de registros distribuídos em cerca de 700 conjuntos de dados. Os dados estão disponíveis para qualquer pessoa interessada na fauna e flora do Reino Unido e da Irlanda, e podem ser acessados em diversos níveis. O Atlas permite a visualização de mapas de distribuição e a importação de dados por meio de diversas ferramentas interativas. Usuários podem explorar áreas específicas utilizando mapas de grade do Ordnance Survey ou selecionar vice-províncias. Todos os registros estão disponíveis em escala mínima de 10 km, sendo que muitos podem ser visualizados a 2 km, 1 km e, em alguns casos, até 100 metros de resolução. Os mapas podem ser personalizados por intervalo de datas e permitem observar mudanças na distribuição de espécies.
A NBN defende que, ao fornecer ferramentas que facilitem o acesso a dados sobre a vida selvagem em formato digital e interoperável, e ao tornar essas informações facilmente disponíveis, decisões mais sábias e bem fundamentadas podem ser tomadas para garantir a proteção do meio ambiente, tanto no presente quanto para as futuras gerações.
Os dados do NBN Atlas também podem ser acessados via serviços web, possibilitando a incorporação de visualizações diretamente em outros sítios. Além disso, uma ferramenta de validação de registros biológicos está disponível na plataforma.
Em abril de 2017, o NBN Atlas substituiu o antigo sistema NBN Gateway.
A organização mantém uma equipe responsável pela coordenação de seu desenvolvimento, denominada secretaria. Esses profissionais são empregados pela National Biodiversity Network Trust (NBN Trust), entidade que atua como uma instituição de caridade registrada.